# Санаторій

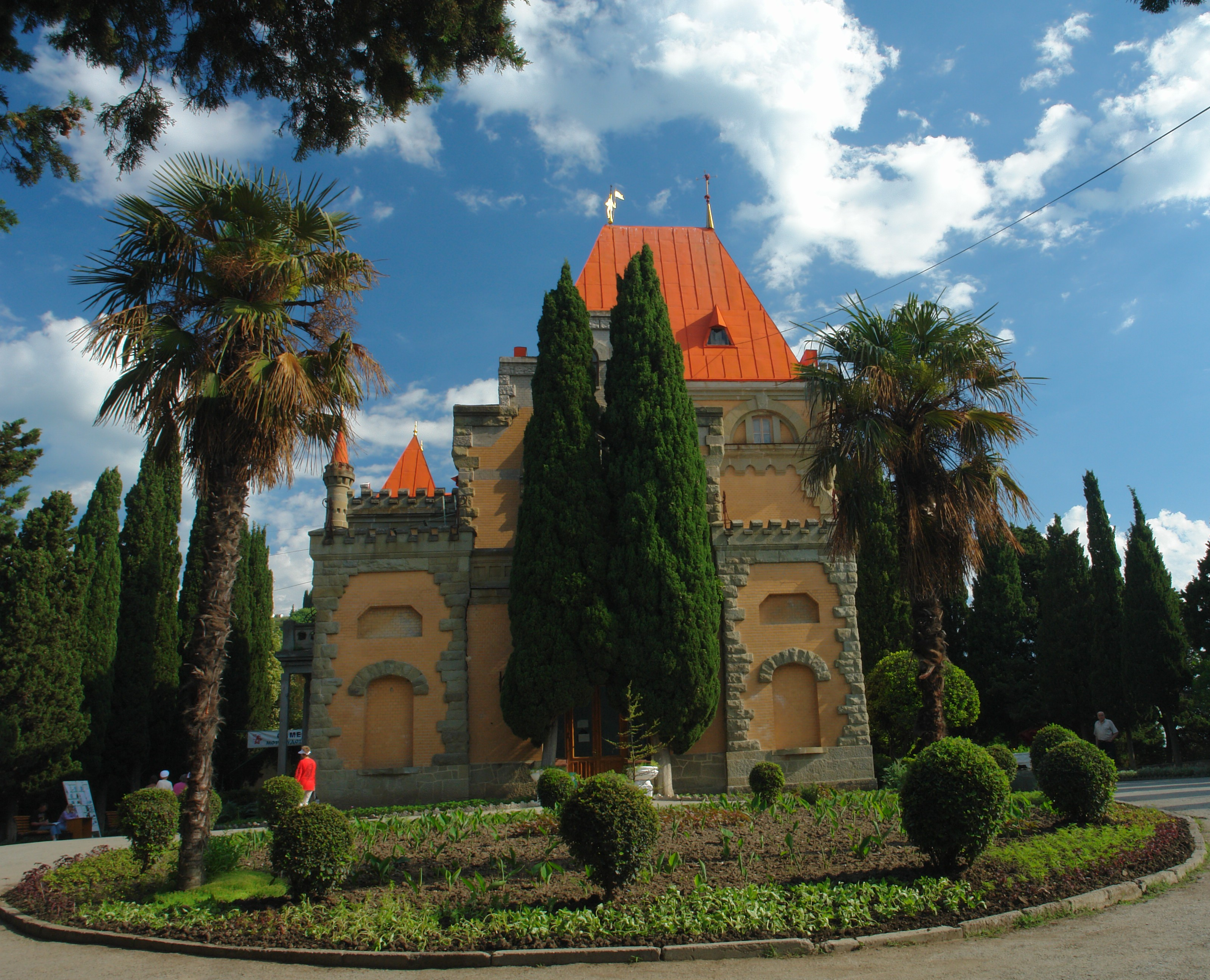
Палац княгині Гагаріної, с. Утьос, Крим.

Санато́рій, або  лічни́ця, оздоро́вниця — лікувально-профілактичний заклад для лікування та оздоровлення за допомогою природних факторів (клімат, мінеральні води, лікувальні грязі, морські купання, сонцелікування тощо) у сполученні з дієтотерапією, фізіотерапією, медикаментозним лікуванням та іншими заходами. Існують санаторії загального типу і спеціалізовані — відповідно до певних груп захворювань.

## Загальна інформація
Розрізняють наступні типи спеціалізованих санаторіїв для хворих:
- із захворюваннями органів кровообігу
- із захворюваннями органів травлення
- із порушенням обміну речовин
- із захворюваннями нервової системи
- із захворюваннями органів дихання нетуберкульозного характеру
- із захворюваннями органів руху
- із гінекологічними захворюваннями
- із захворюваннями шкіри
- із захворюваннями нирок та сечовивідних шляхів

Дитячі санаторії призначені для доліковування в них дітей після тяжких захворювань і операцій.
У системі санаторно-курортного туризму свою нішу мають і пансіонати. В пансіонатах, розташованих на бальнеологічних курортах, розміщуються туристи, які користуються амбулаторним лікуванням.
Санаторії-профілакторії — це медичні заклади санаторного типу для проведення лікувально-оздоровчих заходів без відриву працівників від виробничої діяльності (перебування в санаторії-профілакторії у нічний і вільний від виробничої діяльності час). Термін лікування — 24 дні.
Санаторій починає працювати тільки після отримання спеціальної роздільною ліцензії. Термін дії ліцензії - 5 років, після потрібне повторне ліцензування. Також медичні працівники проходять підтвердження кваліфікації через кожні 5 років.
Курортна поліклініка — це лікувально-профілактичний заклад, що здійснює амбулаторно-курортне лікування на курорті.
Будинок відпочинку — оздоровчий заклад із регламентованим режимом, призначений для відпочинку практично здорових людей.
Бази відпочинку служать для розміщення, харчування, відпочинку, туристсько-екскурсійного, культурно-побутового й фізкультурно-оздоровчого обслуговування туристів та екскурсантів.
Бальнеолікарня — медичний заклад для проведення процедур (ванн, душів, промивань, зрошень, інгаляцій тощо) переважно з використанням природних мінеральних вод.
Грязелікарня — медичний заклад для проведення процедур із застосуванням лікувальних грязей. Поряд із самостійною грязелікарнею функціонує відділення у складі санаторію.